# زاوية بمم
زاوية بَمم، قرية رئيسية توأمية تابعة لمركز تلا التابع لمحافظة المنوفية في جمهورية مصر العربية.

## التاريخ
ذكرها علي مبارك في كتابه الخطط التوفيقية، حيث ذكر أنها من قرى مديرية المنوفية بقسم شبين الكوم، وأن بها جامع ومعمل دجاج، ومهنة أهلها الزراعة.

## السكان
بلغ عدد سكان زاوية بمم 8,757 نسمة، منهم 4357 رجل و4400 إمرأة، حسب الإحصاء الرسمي لعام 2006.